# بولا كيلي
بولا كيلي (بالإنجليزية: Paula Kelly)‏ هي راقصة وعارضة وممثلة أمريكية، (21 أكتوبر 1943 - 9 فبراير 2020) ولدت في جاكسونفيل في الولايات المتحدة.

## أعمال

### مسلسلات
- نايت كورت

## وصلات خارجية
- بولا كيلي على موقع IMDb (الإنجليزية)
- بولا كيلي على موقع روتن توميتوز (الإنجليزية)
- بولا كيلي على موقع ألو سيني (الفرنسية)
- بولا كيلي على موقع ميوزك برينز (الإنجليزية)
- بولا كيلي على موقع تيرنر كلاسيك موفيز (الإنجليزية)
- بولا كيلي على موقع أول موفي (الإنجليزية)
- بولا كيلي على موقع قاعدة بيانات برودواي على الإنترنت (الإنجليزية)
- بولا كيلي على موقع قاعدة بيانات الأفلام السويدية (السويدية)
- بولا كيلي على موقع إن إن دي بي (الإنجليزية)
- بولا كيلي على موقع ديسكوغز (الإنجليزية)